# 2017년 쿠르드 자치구 독립 국민투표
2017년 쿠르드 자치구 독립 국민투표는 2017년 9월 25일, 이라크 쿠르드 자치구에서 실시된 이라크에서의 분리 독립 여부를 묻는 국민투표이다. 투표 결과 90% 이상이 독립에 찬성했다.

## 배경
쿠르드족은 중동을 중심으로 한 지역에 널리 분포하고 있지만 민족 국가가 없는 최대의 민족으로 여겨지고 있다. 이라크는 1970년부터 쿠르드족의 자치권을 인정 받아 쿠르드 자치구라는 지역이 이라크 북부에 위치한 행정 구역으로 정해졌다. 1992년 쿠르드 자치 정부(KRG)가 설립되어 현재에 이르고 쿠르드 의회나 정당도 존재하고 있다. 그러나 독립에 대해 이라크 중앙 정부뿐만 아니라 자국 내 쿠르드족에 파급되는 것을 경계하는 이란, 터키, 시리아 등 주변 국가에서도 반대되어 왔다.
2014년 7월 1일 쿠르드 자치 정부의 마수드 바르자니 대통령은 영국 방송 협회(BBC)와의 인터뷰에서 쿠르드 자치구의 독립 여부를 묻는 투표를 몇 개월 이내에 실시할 의사를 표명했다. 7월 3일에는 쿠르드 의회에 독립 여부를 묻는 주민 투표를 준비할 것을 요청했다. 쿠르드 자치구 지역은 한동안 이슬람 국가와의 전투에 몰두하면서 투표도 일시 보류되었지만, 쿠르드족이 싸움에서 일정한 존재감을 나타내고 민족 의식이 높아짐과 동시에 독립 기운이 퍼졌다.

## 같이 보기
- 2017년 카탈루냐 독립 국민투표